# Kanaän (overdrachtelijk)
Kanaän in overdrachtelijke zin dateert van veel later dan de benoeming van Kanaän als historisch gebied. Het woord is immers in bepaalde kringen (later) beladen met geestelijke betekenis, zo betekent "het hemelse Kanaän" het hemelrijk en "Een vreemdeling in Kanaän" een vreemdeling in de geestelijke dingen. 
Met Tale Kanaäns wordt in het Nederlands wel een specifiek taalgebruik in bevindelijk-gereformeerde kring aangeduid, dat geënt is op de Statenvertaling.